# Иаков (Блонницкий)
Иаков Блонницкий (27 января (7 февраля) 1711, Орловец — 14 (25) апреля 1774, Киев) — иеромонах Русской православной церкви, русский филолог. Составил грамматику церковно-славянского языка и лексиконы греко-славянский и славяно-греко-латинский.

## Биография
Родился в Малороссии, в семье священника.
С 1724 учился в Киево-Могилянской академии, преподавателю которой Симону Тодорскому обязан знанием восточных языков.
В 1729 году принял монашеский постриг и через некоторое время был рукоположён в сан иеромонаха.
В 1740—1741 учебном году преподавал в Киево-Могилянской академии.
В 1741 году определён учителем риторики в Тверскую духовную семинарию.
С 18 мая 1742 года — префект семинарии.
В 1743 году испросил увольнение и удалился в Лубенский Мгарский монастырь.
В конце 1743 года по рекомендации митрополита Рафаила Заборовского был назначен преподавателем греческого языка в Славяно-греко-латинскую академию.
Здесь иеромонах Иаков написал для учебных целей краткую греческую грамматику и перевёл «Енхиридион» Эпиктета (рукопись неизв.), к которому существовал значительный интерес как в древнерусской письменности, так и в XVIII веке.
В августе 1745 года Синод определил Иакова помощником архимандрита Илариона Григоровича в комиссию по исправлению славянской Библии; последний в 1747 году отказался от работы над переводом, и в дальнейшем Иаков сотрудничал с Варлаамом Лащевским и Гедеоном Слонимским. В работе этой комиссии Иаков участвовал до мая — июня 1748 года.
В июне 1746 года Иаков вместе с Илларионом Григоровичем освидетельствовал «Требник» и «Чин присоединения к православию иноверцев»; после 1748 года перевёл сочинения «О небесной и церковной иерархии» Псевдо-Дионисия Ареопагита и трактат «О Соборе, бывшем в 1672 г. в Иерусалиме, против заблуждений кальвинистов». Перевёл книгу Иоанна Златоуста «О священстве».
17 июня 1748 года Синод отослал иеромонаха Иакова «для жительства и для переводу церкви святой благопотребных книг и употребления переписи нуждных скриптов» в Белгород к тамошнему архиерею Иоасафу (Горленко).
В 1751 году «за учинённое оным Блонницким по духовному делу преступление» (существо дела неизвестно) Иоасаф отправил его в Святогорский Успенский монастырь с запрещением совершать богослужение.
8 августа 1751 года бежал из монастыря в Грецию на Афон в Зографский болгарский монастырь. Указ Синода о розыске Иакова сохранил его словесный портрет: «…росту среднего, лицом смугл, круглолик, волоса на голове чёрные малые, речи тонклявой, мало шепетлив».
На Афоне Иаков продолжал филологические труды: он сопоставил с греческими оригиналами около 40 славянских книг и на основании полученного материала стал составлять греческо-славянские и славяно-греко-латинские словари; кроме того, Иаков работал над грамматикой церковнославянского языка.
В 1761 году, воспользовавшись манифестом Петра III о прощении виновных, Иаков возвратился в Россию, в Чудов монастырь, привезя с собой начатые на Афоне труды. Прося прощения за самовольную отлучку, Иаков надеялся, что ему позволено будет жить в Москве и докончить свои сочинения. Синод отправил Иакова в Киев сначала в Пустынно-Николаевский монастырь, а позднее в Михайловский Златоверхий монастырь и повелел ему завершить работу над лексиконами и грамматикой, определив «в рассуждении <…> его трудов в пище и содержании иметь надлежащий против протчей братии респект». При этом трижды в год надлежало доносить в консисторию о поведении иеромонаха Иакова.
В марте 1763 года «Грамматика зова старого и славного языка славенского» иеромонах Иакова была рассмотрена тремя киевскими монахами; по полученным замечаниям Иаков исправил её и в июле 1767 года просил дозволения самому отвезти грамматику и лексикон в Москву для одобрения. В марте 1768 года грамматику Иакова затребовал Синод, но не дал ему при этом разрешения приехать в Санкт-Петербург. В 1773 Иаков вновь просил дать ему возможность лично представить Синоду грамматику и лексикон и вновь получил отказ. В феврале 1774 грамматика была отослана в Синод, а лексиконы оставлены для свидетельствования в Киево-Могилянской академии.
Скончался 14 апреля 1774 года в Киево-Братском училищном монастыре.
В августе 1774 года после смерти Иакова Синод постановил «оную грамматику освидетельствовать и исправить Московской типографской конторе» (там же, с. 348). В 1777 году корректоры Московской синодальной типографии Афанасий Приклонский, Алексей Струковский, Гавриил Щеголев, Михаил Котельницкий, Михаил Кудрявцев и Иаков Осипов нашли, «что оная грамматика в порядке и правилах имеет сходство с древними славенскими грамматиками и правил в ней довольное число положено, но <…> все правила писаны самым древним и почти неупотребительным слогом и тёмным смыслом, а притом де невразумительными терминами так затемнены, что премногие из них с великим трудом <…> от самых учёных понимаемы быть могут, а другие <…> и совсем невразумительны; что же до примеров, коими состав оной грамматики утверждается, из них многие <…> введены, употребляемые в одной Малороссии». Синод распорядился отдать грамматику в архив.